# Liste des tournées de Slipknot

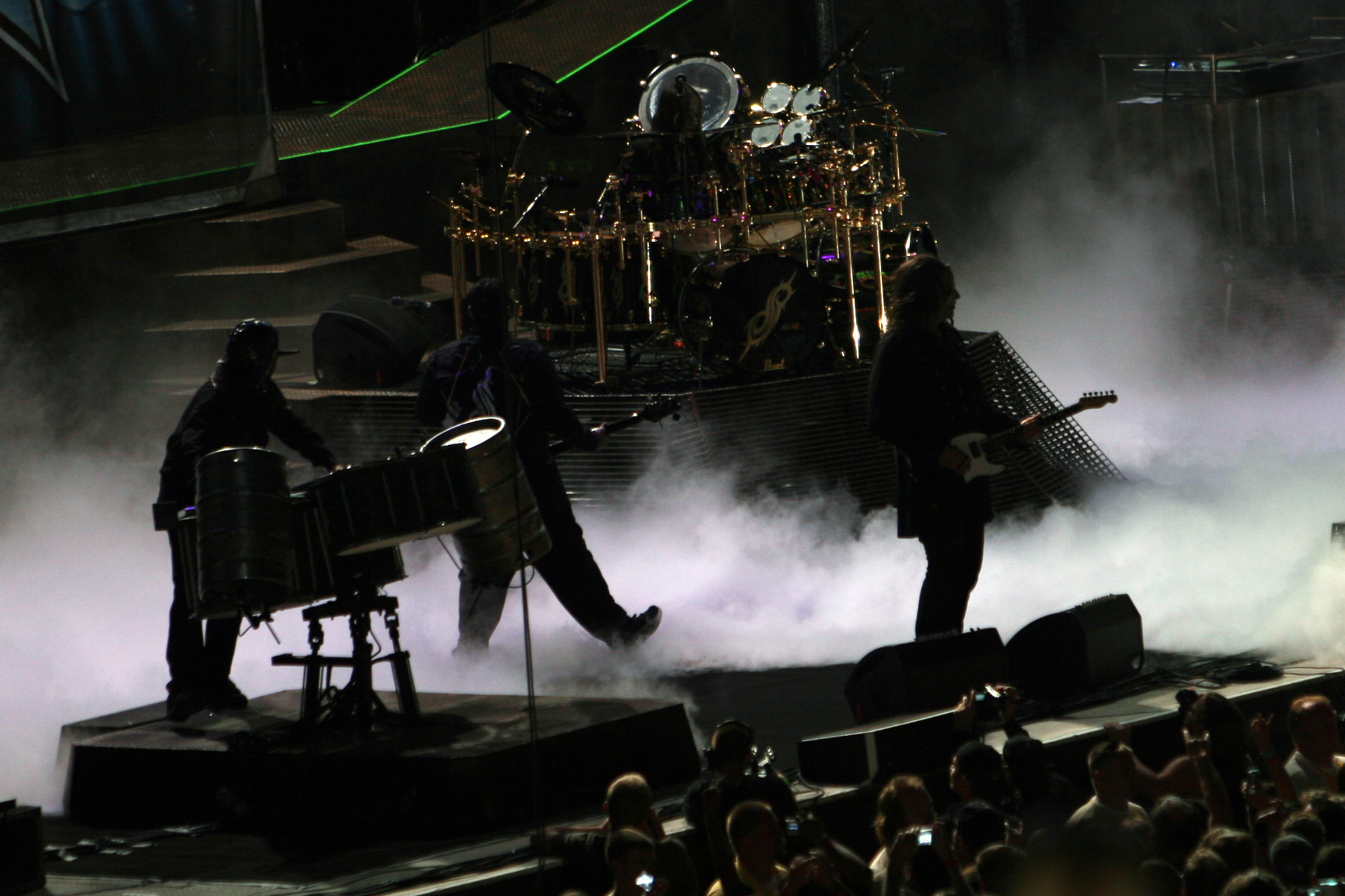
Slipknot au Mayhem Festival de 2008 (de gauche à droite) : Chris Fehn, Paul Gray, Joey Jordison, Jim Root.

Slipknot est un groupe de heavy metal américain originaire de Des Moines, dans l'Iowa, formé en 1995. Le premier concert du groupe se déroule aux États-Unis lors du Ozzfest de 1999, un festival fondé en 1996 consacré aux groupes de heavy metal,. Après la tournée Livin la Vida Loco, le groupe embarque en novembre 1999 dans son premier circuit international, le World Domination Tour. Après une année en Amérique du Nord, en Europe, au Japon, et en Australie, le groupe participe brièvement au Tattoo the Earth, durant laquelle ils enregistreront une performance au Dynamo Open Air qu'ils feront ensuite paraître dans le film 10 Years of Life Death Love Hate Pain Scars Victory War Blood and Destruction.
La première tournée de Slipknot s'effectue en mai 2001, lorsqu'ils font la promotion de leur second album Iowa. Le groupe joue pendant approximativement 15 mois, et enregistre une performance à la London Arena pour Disasterpieces.
La tournée mondiale suivante, The Subliminal Verses World Tour, dure environ 20 mois et dénombre 230 concerts. La tournée fait également partie de l'album live officiel de Slipknot, 9.0: Live. Pendant la tournée, le groupe joue Purity, chanson retirée de leur premier album en 1999 à cause de problèmes de droits d'auteur,. Slipknot joue des chansons rarement jouées en live, comme Iowa et Get This.
Le All Hope Is Gone World Tour est organisé après la sortie de leur quatrième album studio, All Hope Is Gone, en 2008. Le groupe joue en Israël, au Luxembourg et dans de nombreux dans lesquels ils n'ont encore jamais joué. Pendant la tournée, le batteur Joey Jordison et le DJ Sid Wilson se blessent. La majeure partie des concerts de Slipknot est jouée par les membres suivants : Sid Wilson, Joey Jordison, Paul Gray, Chris Fehn, Jim Root, Craig Jones, Shawn Crahan, Mick Thomson, et Corey Taylor,.